# 야마시로촌
야마시로촌(山城村)은 야마나시현 니시야마나시군에 설치되었던 촌이다. 현재의 고후시 중심부의 남남동쪽에 해당한다.